# Festiwal Piosenki Włoskiej w San Remo 2021
71. Festiwal Piosenki Włoskiej w San Remo (wł. 71° Festival della Canzone Italiana di Sanremo) odbył się w Teatro Ariston w San Remo w dniach od 2 do 6 marca 2021. Zorganizował go włoski nadawca publiczny Rai.
Zwycięzcą kategorii Campioni oraz reprezentantem Włoch w 65. Konkursie Piosenki Eurowizji został zespół Måneskin z utworem „Zitti e buoni”. Zwycięzcą kategorii Nuove proposte został Gaudiano z utworem „Polvere da sparo”.

## Przebieg konkursu
W 2021 po raz pierwszy od 2005 roku konkurs odbył się w całości w marcu; co więcej, po raz pierwszy wydarzenie odbyło się bez publiczności z powodu pandemii COVID-19. Choć początkowo planowano wprowadzić do Teatru Ariston publiczność, 28 stycznia 2021 Minister ds. Dziedzictwa Kulturowego i Działalności, Dario Franceschini, wypowiedział się w tej sprawie, odradzając organizację festiwalu z publicznością. Z tego powodu Rai i gmina San Remo 1 lutego przedstawili protokół, który nie przewidywał obecności publiczności ani przeprowadzania transmisji i wydarzeń związanych z wydarzeniem.

### Prowadzący
Po raz drugi z rzędu konkurs poprowadził Amadeus (który również został dyrektorem artystycznym), Fiorello, oraz pięciu współprowadzących: pierwszego wieczoru Matilda De Angelis, drugiego wieczoru Elodie, trzeciego wieczoru Vittoria Ceretti, Barbara Palombelli, a podczas czwartego wieczoru Beatrice Venezi (tylko podczas sekcji Nuove proposte)[wymaga weryfikacji?]. Współprowadzącą ostatniego wieczoru miała zostać Simona Ventura, lecz została zmuszona do rezygnacji z powodu pozytywnego testu na COVID-19. Brytyjska supermodelka Naomi Campbell miała uczestniczyć jako współgospodarz pierwszego wieczoru, ale ze względu na ograniczenia nałożone w Stanach Zjednoczonych z powodu pandemii COVID-19 musiała zrezygnować z roli.

### Głosowanie
Głosowanie odbyło się poprzez połączenie czterech metod:
- Publiczne głosowanie telewidzów prowadzone za pośrednictwem telefonu stacjonarnego, komórkowego, oficjalnej aplikacji mobilnej konkursu oraz głosowania online.
- Jury działu prasy, telewizji, radia i internetu.
- Demoskopiczne jury, w skład którego wchodzą fani muzyki, którzy głosowali ze swoich domów za pośrednictwem elektronicznego systemu głosowania zarządzanego przez Ipsos.
- Muzycy i śpiewacy Orkiestry Festiwalu Muzycznego w Sanremo.

## Klasyfikacja generalna

### KategoriaCampioni
| Lp. | Artysta                        | Utwór                       | Kompozytorzy                                                                            | Dyrygent orkiestry    | Nagrody |
| --- | ------------------------------ | --------------------------- | --------------------------------------------------------------------------------------- | --------------------- | --- |

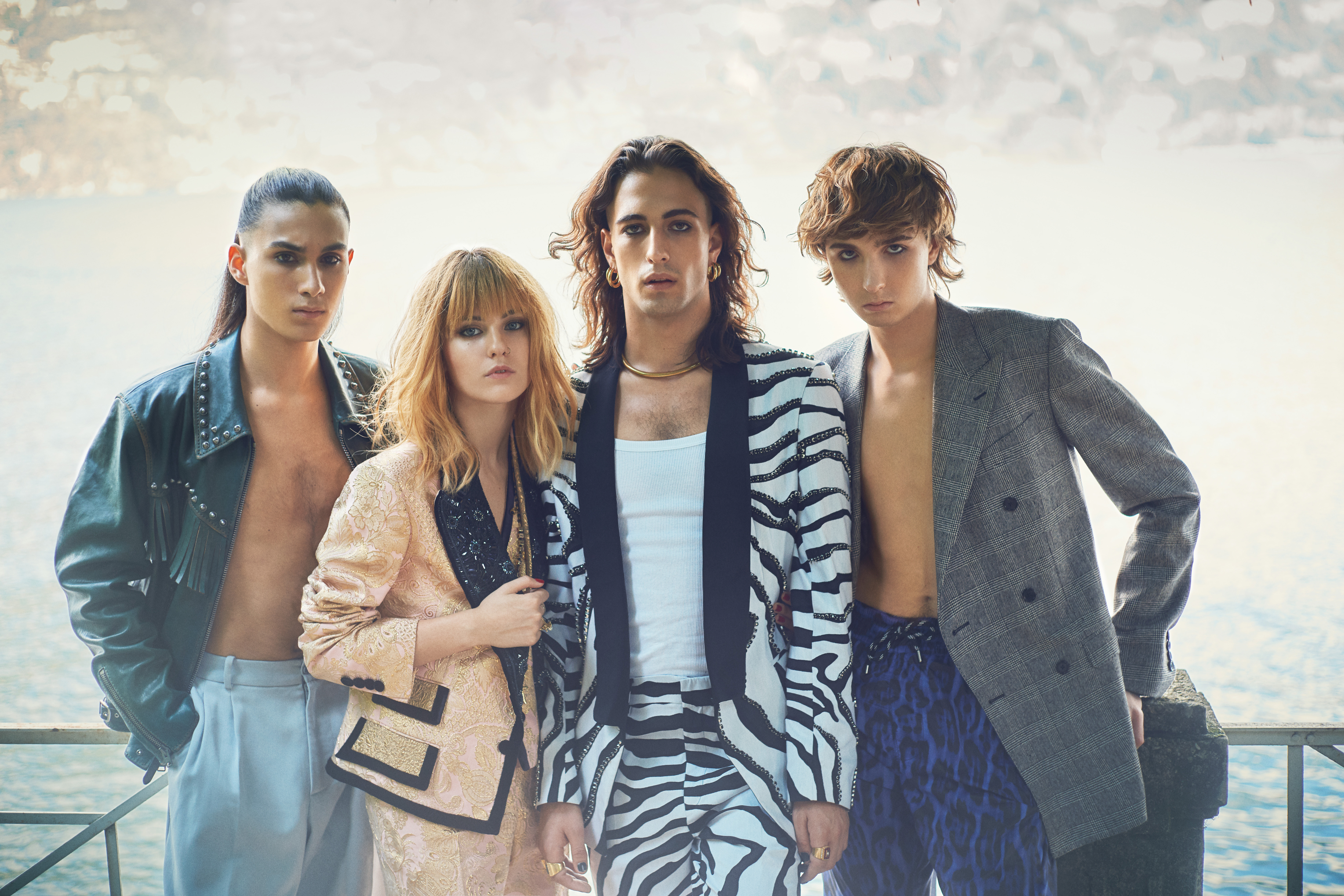
Måneskin – zwycięzcy kategorii Campioni 71. Festiwalu Piosenki Włoskiej w San Remo

| 1   | Måneskin                       | Zitti e buoni               | D. David, T. Raggi, V. De Angelis i E. Torchio                                          | Enrico Melozzi        | - Zwycięzca kategorii Campioni – nagroda Złotego Lwa                                                                     |
| 2   | Francesca Michielin i Fedez    | Chiamami per nome           | F. Michielin, Fedez, J. D’Amico, A. Mahmoud, A. Raina i D. Simonetta                    | Fabio Gurian          | |
| 3   | Ermal Meta                     | Un milione di cose da dirti | E. Meta i R. Cardelli                                                                   | Diego Calvetti        | - Nagroda im. Sergio Endrigo za najlepszą interpretację - Nagroda im. Giancarlo Bigazzi za najlepszą kompozycję muzyczną |
| 4   | Colapesce Dimartino            | Musica leggerissima         | Colapesce i Dimartino                                                                   | Davie Rossi           | - Nagroda Prasy, Radia, Telewizji i Sieci im. Lucio Dalla                                                                |
| 5   | Irama                          | La genesi del tuo colore    | Irama, Dardust i G. Nenna                                                               | Giulio Nenna          | |
| 6   | Willie Peyote                  | Mai dire mai (la locura)    | W. Peyote, C. Cavalieri D’Oro, D. Bestonzo i G. Petrelli                                | Daniel Bestonzo       | - Nagroda Krytyków Festiwalu Piosenki Włoskiej im. Mia Martini                                                           |
| 7   | Annalisa                       | Dieci                       | Annalisa, D. Simonetta, P. Antonacci i J. D’Amico                                       | Daniel Bestonzo       | |
| 8   | Madame                         | Voce                        | Madame, Dardust i E. Botta                                                              | Carmelo Patti         | - Nagroda im. Sergio Bardotti za najlepszy tekst - Nagroda Lunezia za muzyczno-literacką wartość utworu                  |
| 9   | Orietta Berti                  | Quando ti sei innamorato    | F. Boccia, C. Esposito i M. Rettani                                                     | Enzo Campagnoli       | |
| 10  | Arisa                          | Potevi fare di più          | G. D’Alessio                                                                            | Adriano Pennino       | |
| 11  | La Rappresentante di Lista     | Amare                       | V. Lucchesi, D. Mangiaracina, Dardust i R. Cammarata                                    | Carmelo Patti         | |
| 12  | Extraliscio con Davide Toffolo | Bianca luce nera            | M. Mariani, Pacifico i E. Sgarbi                                                        | Roberto Molinetti     | |
| 13  | Lo Stato Sociale               | Combat pop                  | A. Cazzola, F. Draicchio, J. Ettorre, L. Guenzi, A. Guidetti, E. Roberto i M. Romagnoli | Fabio Gargiùlo        | |
| 14  | Noemi                          | Glicine                     | Tattroli, G. Lubrano, D. Faini i F. Fugazza                                             | Andrea Rondini        | |
| 15  | Malika Ayane                   | Ti piaci così               | M. Ayane, Pacifico, A. Flora i R. Rampino                                               | Daniele Parziani      | |
| 16  | Fulminacci                     | Santa Marinella             | Fulminacci                                                                              | Rodrigo d‘Erasmo      | |
| 17  | Max Gazzè                      | Il farmacista               | F. Gazzè, M. Gazzè i F. De Benedittis                                                   | Clemente Ferrari      | |
| 18  | Fasma                          | Parlami                     | Fasma i L. Zammarano                                                                    | Enrico Melozzi        | |
| 19  | Gaia                           | Cuore amaro                 | Gaia, J. Ettorre, G. Spedicato i D. Dezi                                                | Daniele Dezi          | |
| 20  | Coma_Cose                      | Fiamme negli occhi          | F. Zanardelli, F. Mesiano, F. Dalè i C. Frigerio                                        | Vittorio Cosma        | |
| 21  | Ghemon                         | Momento perfetto            | Ghemon, S. Privitera, G. Seccia i D. Raciti                                             | Rodrigo d’Erasmo      | |
| 22  | Francesco Renga                | Quando trovo te             | F. Renga, R. Casalino i D. Faini                                                        | Carmelo Patti         | |
| 23  | Gio Evan                       | Arnica                      | G. Evan i F. Catitti                                                                    | Valeriano Chiaravalle | |
| 24  | Bugo                           | E invece sì                 | Bugo, A. Bonomo i S. Bertolotti                                                         | Simone Bertolotti     | |
| 25  | Aiello                         | Ora                         | Aiello                                                                                  | Jacopo Senigaglia     | |
| 26  | Random                         | Torno a te                  | Random i Zenit                                                                          | Valeriano Chiaravalle | |

### KategoriaNuove proposte
| Lp.                                               | Artysta       | Utwór              | Kompozytorzy                                      | Dyrygent orkiestry    | Nagrody |
| ------------------------------------------------- | ------------- | ------------------ | ------------------------------------------------- | --------------------- | --- |
| 1                                                 | Gaudiano      | Polvere da sparo   | Gaudiano i F. Cataldo                             | Valeriano Chiaravalle | - Zwycięzca kategorii Nuove proposte – nagroda Srebrnego Lwa |
| 2                                                 | Davide Shorty | Regina             | D. Shorty, C. Guarcello, D. Savarese i E. Triglia | Carmelo Patti         | - Nagroda Lunezia za muzyczno-literacką wartość utworu - Nagroda im. Enzo Jannacci za najlepszą interpretację - Nagroda Prasy, Radia, Telewizji i Sieci im. Lucio Dalla |
| 3                                                 | Folcast       | Scopriti           | Folcast, T. Colliva i R. Scogna                   | Rodrigo d’Erasmo      | |
| 4                                                 | Wrongonyou    | Lezioni di volo    | Wrongonyou, A. Al Kassem i R. Sciré               | Valeriano Chiaravalle | - Nagroda Krytyków Festiwalu Piosenki Włoskiej im. Mia Martini |
| Artyści, którzy nie zakwalifikowali się do finału |               |                    |                                                   |                       | |
| –                                                 | Avincola      | Goal!              | Avincola                                          | Edoardo Petretti      | |
| –                                                 | Dellai        | Io sono Luca       | L. Dellai i M. Dellai                             | Federico Melozzi      | |
| –                                                 | Elena Faggi   | Che ne so          | E. Faggi i F. Faggi                               | Beppe Vessicchio      | |
| –                                                 | Greta Zuccoli | Ogni cosa sa di te | G. Zuccoli                                        | Rodrigo d’Erasmo      | |

## Koncerty

### Prima serata
Pierwszego wieczoru wystąpiło 13 z 26 artystów z kategorii Campioni, których następnie oceniało jury demoskopiczne. Na zakończenie głosowania sporządzono wstępny ranking. Ponadto wystąpiło 4 artystów kategorii Nuove proposte, z których dwóch przeszło do rundy finałowej po łącznym głosowaniu: 34% głosowanie telewidzów; 33% jury działu prasy, telewizji, radia i internetu; 33% jury demoskopiczne. Współprowadzącą została aktorka Matilda De Angelis.

#### KategoriaCampioni
| Lp. | Artysta                                   | Piosenka            | Głosy                         | Miejsce |
| Lp. | Artysta                                   | Piosenka            | Jury demoskopiczne (waga 25%) | Miejsce |
| --- | ----------------------------------------- | ------------------- | ----------------------------- | ------- |
| 1   | Arisa                                     | Potevi fare di più  | 6                             | 11      |
| 2   | Colapesce Dimartino                       | Musica leggerissima | 9                             | 17      |
| 3   | Aiello                                    | Ora                 | 13                            | 26      |
| 4   | Francesca Michielin & Fedez               | Chiamami per nome   | 4                             | 7       |
| 5   | Max Gazzè & Trifluoperazina Monstery Band | Il farmacista       | 8                             | 16      |
| 6   | Noemi                                     | Glicine             | 2                             | 5       |
| 7   | Madame                                    | Voce                | 11                            | 20      |
| 8   | Måneskin                                  | Zitti e buoni       | 7                             | 15      |
| 9   | Ghemon                                    | Momento perfetto    | 12                            | 25      |
| 10  | Coma_Cose                                 | Fiamme negli occhi  | 10                            | 18      |
| 11  | Annalisa                                  | Dieci               | 1                             | 2       |
| 12  | Francesco Renga                           | Quando trovo te     | 5                             | 10      |
| 13  | Fasma                                     | Parlami             | 3                             | 6       |

#### KategoriaNuove Proposte
| Lp. | Artysta     | Piosenka         | Głosy                         | Głosy            | Głosy                  | Średnia | Miejsce |
| Lp. | Artysta     | Piosenka         | Jury demoskopiczne (waga 33%) | Prasa (waga 33%) | Publiczność (waga 34%) | Średnia | Miejsce |
| --- | ----------- | ---------------- | ----------------------------- | ---------------- | ---------------------- | ------- | ------- |
| 1   | Gaudiano    | Polvere da sparo | 26,26%                        | 26,20%           | 36,88%                 | 29,85%  | 1       |
| 2   | Elena Faggi | Che ne so        | 23,42%                        | 22,79%           | 17,28%                 | 21,12%  | 4       |
| 3   | Avincola    | Goal!            | 24,27%                        | 24,17%           | 22,37%                 | 23,59%  | 3       |
| 4   | Folcast     | Scopriti         | 26,05%                        | 26,85%           | 23,47%                 | 25,47%  | 2       |

     Artyści awansujący do finału

### Seconda serata
Drugiego wieczoru wystąpiło 13 pozostałych artystów kategorii Campioni, których oceniało jury demoskopiczne. Następnie wystąpiło 4 pozostałych artystów kategorii Nuove proposte, z których dwóch przeszło do rundy finałowej po łącznym głosowaniu: 34% głosowanie telewidzów; 33% jury działu prasy, telewizji, radia i internetu; 33% jury demoskopiczne. Współprowadzącą została piosenkarka Elodie.

#### KategoriaCampioni
| Lp. | Artysta                          | Piosenka                    | Głosy                         | Głosy   |
| Lp. | Artysta                          | Piosenka                    | Jury demoskopiczne (waga 25%) | Miejsce |
| --- | -------------------------------- | --------------------------- | ----------------------------- | ------- |
| 1   | Orietta Berti                    | Quando ti sei innamorato    | 11                            | 22      |
| 2   | Bugo                             | E invece sì                 | 13                            | 24      |
| 3   | Gaia                             | Cuore amaro                 | 6                             | 12      |
| 4   | Lo Stato Sociale                 | Combat Pop                  | 4                             | 8       |
| 5   | La Rappresentante di Lista       | Amare                       | 8                             | 14      |
| 6   | Malika Ayane                     | Ti piaci così               | 3                             | 4       |
| 7   | Ermal Meta                       | Un milione di cose da dirti | 1                             | 1       |
| 8   | Extraliscio feat. Davide Toffolo | Bianca luce nera            | 9                             | 19      |
| 9   | Random                           | Torno a te                  | 12                            | 23      |
| 10  | Fulminacci                       | Santa Marinella             | 7                             | 13      |
| 11  | Willie Peyote                    | Mai dire mai (La locura)    | 5                             | 9       |
| 12  | Gio Evan                         | Arnica                      | 10                            | 21      |
| 13  | Irama                            | La genesi del tuo colore    | 2                             | 3       |

#### KategoriaNuove Proposte
| Lp. | Artysta     | Piosenka         | Głosy                         | Głosy            | Głosy                  | Średnia   | Miejsce |
| Lp. | Artysta     | Piosenka         | Jury demoskopiczne (waga 33%) | Prasa (waga 33%) | Publiczność (waga 34%) | Średnia   | Miejsce |
| --- | ----------- | ---------------- | ----------------------------- | ---------------- | ---------------------- | --------- | ------- |
| 1   | Gaudiano    | Polvere da sparo | 26,26%                        | 26,20%           | 36,88%                 | 29,85%    | 1       |
| 2   | Elena Faggi | Che ne so        | 23,42%                        | 22,79%           | 17,28%                 | 21,12%    | 4       |
| 3   | Avincola    | Goal!            | 24,27%                        | 24,17%           | 22,37%                 | 23,59% ?4 |         |
| 4   | Folcast     | Scopriti         | 26,05%                        | 26,85%           | 23,47%                 | 25,47%    | 2       |

     Artyści awansujący do finału

### Terza serata
Trzeciego wieczoru ponownie wystąpił każdy z 26 uczestników w kategorii Campioni. Każdy z artystów wykonał piosenkę, która jest częścią historii muzyki włoskiej. Artyści mogą wybrać, czy towarzyszyć im będą goście (włoscy lub zagraniczni). Oceniali ich muzycy i śpiewacy Orkiestry Festiwalu Muzycznego w San Remo. Współprowadzącą wieczoru została Vittoria Ceretti.

#### KategoriaCampioni
| Lp. | Artysta – Gość                                                                                  | Piosenka (Oryginalny artysta)                  | Głosy                        | Głosy   |
| Lp. | Artysta – Gość                                                                                  | Piosenka (Oryginalny artysta)                  | Orkiestra Sanremo (waga 25%) | Miejsce |
| --- | ----------------------------------------------------------------------------------------------- | ---------------------------------------------- | ---------------------------- | ------- |
| 1   | Noemi – Neffa                                                                                   | Prima di andare via (Neffa)                    | 17                           | 12      |
| 2   | Fulminacci – Valerio Lundini & Roy Paci                                                         | Penso positivo (Jovanotti)                     | 15                           | 15      |
| 3   | Francesco Renga – Casadilego                                                                    | Una ragione di più (Ornella Vanoni)            | 19                           | 18      |
| 4   | Extraliscio feat. Davide Toffolo – Peter Pichler                                                | Rosamunda (Medley)                             | 3                            | 8       |
| 5   | Fasma – Nesli                                                                                   | La fine (Nesli)                                | 20                           | 16      |
| 6   | Bugo – Pinguini Tattici Nucleari                                                                | Un’avventura (Lucio Battisti)                  | 23                           | 23      |
| 7   | Francesca Michielin & Fedez                                                                     | E allora felicità (Medley)                     | 21                           | 19      |
| 8   | Irama                                                                                           | Cirano (Francesco Guccini)                     | 13                           | 5       |
| 9   | Måneskin – Manuel Agnelli                                                                       | Amandoti (CCCP Fedeli alla linea)              | 6                            | 10      |
| 10  | Random – The Kolors                                                                             | Ragazzo fortunato                              | 25                           | 24      |
| 11  | Willie Peyote – Samuele Bersani                                                                 | Giudizi universali (Samuele Bersani)           | 4                            | 3       |
| 12  | Orietta Berti – Le Deva                                                                         | Io che amo solo te (Sergio Endrigo)            | 2                            | 9       |
| 13  | Gio Evan – Uczestnicy The Voice Senior (Erminio Sinni, Elena Ferretti, Ann Harper, Gianni Pera) | Gli anni (883)                                 | 24                           | 22      |
| 14  | Ghemon – Neri per Caso                                                                          | L’essere infinito (Medley)                     | 10                           | 20      |
| 15  | La Rappresentante di Lista – Donatella Rettore                                                  | Splendido splendente (Donatella Rettore)       | 9                            | 11      |
| 16  | Arisa – Michele Bravi                                                                           | Quando (Pino Daniele)                          | 5                            | 4       |
| 17  | Madame                                                                                          | Prisencolinensinainciusol (Adriano Celentano)  | 18                           | 21      |
| 18  | Lo Stato Sociale – Emanuela Fanelli, Francesco Pannofino & pracownicy festiwalu                 | Non è per sempre (Afterhours)                  | 11                           | 6       |
| 19  | Annalisa – Fredrico Poggipollini                                                                | La musica è finita (Ornella Vanoni)            | 7                            | 2       |
| 20  | Gaia – Lous and the Yakuza                                                                      | Mi sono innamorato di te (Luigi Tenco)         | 12                           | 14      |
| 21  | Colapesce & Dimartino                                                                           | Povera patria (Franco Battiato)                | 14                           | 17      |
| 22  | Coma Cose – Alberto Radius & Mamakass                                                           | Il mio canto libero (Lucio Battisti)           | 26                           | 26      |
| 23  | Malika Ayane                                                                                    | Insieme a te non ci sto più (Caterina Caselli) | 16                           | 7       |
| 24  | Max Gazzè – Daniele Silvestri & MMB                                                             | Del mondo (CSI)                                | 8                            | 13      |
| 25  | Ermal Meta – Orkiestra Skrzypiecka Neapolu                                                      | Caruso (Lucio Dalla)                           | 1                            | 1       |
| 26  | Aiello – Vegas Jones                                                                            | Gianna (Rino Gaetano)                          | 22                           | 25      |

### Quarta serata
Czwartego wieczoru 26 artystów kategorii Campioni po raz kolejny wykonało swoje piosenki, oceniani byli przez jury działu prasy, telewizji, radia i internetu. Wyłoniono również zwycięzcę kategorii Nuove proposte poprzez: 34% głosowanie telewidzów; 33% jury działu prasy, telewizji, radia i internetu; 33% jury demoskopiczne. Współprowadzącą wieczoru była dziennikarka Barbara Palombelli.

#### KategoriaCampioni
| Lp. | Artysta                          | Piosenka                     | Głosy            | Miejsce |
| Lp. | Artysta                          | Piosenka                     | Prasa (waga 25%) | Miejsce |
| --- | -------------------------------- | ---------------------------- | ---------------- | ------- |
| 1   | Annalisa                         | Dieci                        | 17               | 4       |
| 2   | Aiello                           | Ora                          | 25               | 26      |
| 3   | Måneskin                         | Zitti e buoni                | 2                | 5       |
| 4   | Noemi                            | Glicine                      | 6                | 10      |
| 5   | Orietta Berti                    | Quando ti sei innamorato     | 12               | 12      |
| 6   | Colapesce Dimartino              | Musica leggerissima          | 1                | 8       |
| 7   | Max Gazzè                        | Il farmacista                | 14               | 14      |
| 8   | Willie Peyote                    | Mai dire mai (La locura)     | 3                | 2       |
| 9   | Malika Ayane                     | Ti piaci così                | 9                | 9       |
| 10  | La Rappresentante di Lista       | Amare                        | 4                | 7       |
| 11  | Madame                           | Voce                         | 10               | 18      |
| 12  | Arisa                            | Potevi fare di più           | 7                | 3       |
| 13  | Coma_Cose                        | Fiamme negli occhi           | 13               | 22      |
| 14  | Fasma                            | Parlami                      | 21               | 19      |
| 15  | Lo Stato Sociale                 | Combat pop                   | 15               | 11      |
| 16  | Francesca Michielin & Fedez      | Chiamami per nome            | 11               | 17      |
| 17  | Irama                            | La genesi del tuo colore     | 8                | 6       |
| 18  | Extraliscio feat. Davide Toffolo | Bianca luce nera             | 18               | 13      |
| 19  | Ghemon                           | Momento perfetto             | 19               | 20      |
| 20  | Francesco Renga                  | Quando trovo te              | 22               | 21      |
| 21  | Gio Evan                         | Arnica                       | 24               | 23      |
| 22  | Ermal Meta                       | Un millione di cose da dirti | 5                | 1       |
| 23  | Bugo                             | E invece sì                  | 23               | 24      |
| 24  | Fulminacci                       | Santa Marinella              | 16               | 15      |
| 25  | Gaia                             | Cuore amaro                  | 20               | 16      |
| 26  | Random                           | Torno a te                   | 26               | 25      |

#### KategoriaNuove Proposte
| Lp. | Artysta       | Piosenka         | Głosy                         | Głosy            | Głosy                  | Głosy   | Miejsce |
| Lp. | Artysta       | Piosenka         | Jury demoskopiczne (waga 33%) | Prasa (waga 33%) | Publiczność (waga 34%) | Średnia | Miejsce |
| --- | ------------- | ---------------- | ----------------------------- | ---------------- | ---------------------- | ------- | ------- |
| 1   | Davide Shorty | Regina           | 24,23%                        | 24,96%           | 27,07%                 | 25,44%  | 2       |
| 2   | Folcast       | Scopriti         | 24,16%                        | 24,74%           | 23,36%                 | 24,08%  | 3       |
| 3   | Gaudiano      | Polvere da sparo | 25,83%                        | 24,56%           | 33,46%                 | 28,01%  | 1       |
| 4   | Wrongonyou    | Lezione di volo  | 25,78%                        | 25,74%           | 16,12%                 | 22,48%  | 4       |

     Zwycięzca
     2. miejsce
     3. miejsce

### Quinta serata
Piątego wieczoru 26 uczestników kategorii Campioni wystąpiło po raz ostatni. Po głosowaniu telewidzów na podstawie wyników wszystkich wieczorów ogłoszono ranking miejsc 26-4. Trzy utwory przeszły do superfinału, w którym wyłoniono zwycięzcę 71. Festiwalu Piosenki Włoskiej w San Remo. Współprowadzącą wieczoru została dziennikarka Giovanna Botteri.

#### KategoriaCampioni– finał
| Lp. | Artysta                          | Piosenka                     | Głosy                  | Głosy   | Głosy   | Miejsce |
| Lp. | Artysta                          | Piosenka                     | Publiczność (waga 25%) | Miejsce | Średnia | Miejsce |
| --- | -------------------------------- | ---------------------------- | ---------------------- | ------- | ------- | ------- |
| 1   | Ghemon                           | Momento perfetto             | 1,13%                  | 20      | 3,01%   | 21      |
| 2   | Gaia                             | Cuore amaro                  | 1,12%                  | 22      | 3,16%   | 19      |
| 3   | Irama                            | La genesi del tuo colore     | 7,74%                  | 5       | 5,10%   | 5       |
| 4   | Gio Evan                         | Arnica                       | 1,01%                  | 23      | 2,59%   | 23      |
| 5   | Ermal Meta                       | Un millione di cose da dirti | 8,48%                  | 3       | 5,60%   | 3       |
| 6   | Fulminacci                       | Santa Marinella              | 1,74%                  | 15      | 3,36%   | 16      |
| 7   | Francesco Renga                  | Quando trovo te              | 1,12%                  | 21      | 2,87%   | 22      |
| 8   | Extraliscio feat. Davide Toffolo | Bianca luce nera             | 2,29%                  | 13      | 3,60%   | 12      |
| 9   | Colapesce Dimartino              | Musica leggerissima          | 8,10%                  | 4       | 5,14%   | 4       |
| 10  | Malika Ayane                     | Ti piaci così                | 1,13%                  | 19      | 3,40%   | 15      |
| 11  | Francesca Michielin & Fedez      | Chiamami per nome            | 16,02%                 | 1       | 6,86%   | 1       |
| 12  | Willie Peyote                    | Mai dire mai (La llocura)    | 5,86%                  | 6       | 4,80%   | 6       |
| 13  | Orietta Berti                    | Quando ti sei innamorato     | 4,05%                  | 9       | 4,10%   | 9       |
| 14  | Arisa                            | Potevi fare di più           | 3,29%                  | 10      | 4,03%   | 10      |
| 15  | Bugo                             | E invece sì                  | 0,90%                  | 24      | 2,48%   | 24      |
| 16  | Måneskin                         | Zitti e buoni                | 13,02%                 | 2       | 6,45%   | 2       |
| 17  | Madame                           | Voce                         | 5,37%                  | 7       | 4,16%   | 8       |
| 18  | La Rappresentante di Lista       | Amare                        | 2,68%                  | 11      | 3,80%   | 11      |
| 19  | Annalisa                         | Dieci                        | 4,72%                  | 8       | 4,38%   | 7       |
| 20  | Coma_Cose                        | Fiamme negli ocche           | 2,67%                  | 12      | 3,09%   | 20      |
| 21  | Lo Stato Sociale                 | Combat pop                   | 1,79%                  | 14      | 3,53%   | 13      |
| 22  | Random                           | Torno a te                   | 0,45%                  | 26      | 2,23%   | 26      |
| 23  | Max Gazzè                        | Il farmacista                | 0,66%                  | 25      | 3,16%   | 17      |
| 24  | Noemi                            | Glicine                      | 1,60%                  | 17      | 3,49%   | 14      |
| 25  | Fasma                            | Parlami                      | 1,69%                  | 16      | 3,16%   | 18      |
| 26  | Aiello                           | Ora                          | 1,38%                  | 18      | 2,45%   | 25      |

     Superfinaliści

#### KategoriaCampioni– superfinał
| Lp. | Artysta                     | Piosenka                    | Głosy                         | Głosy            | Głosy                  | Głosy   | Miejsce |
| Lp. | Artysta                     | Piosenka                    | Jury demoskopiczne (waga 33%) | Prasa (waga 33%) | Publiczność (waga 34%) | Średnia | Miejsce |
| --- | --------------------------- | --------------------------- | ----------------------------- | ---------------- | ---------------------- | ------- | ------- |
| 1   | Ermal Meta                  | Un milione di cose da dirti | 33,89%                        | 34,71%           | 18,21%                 | 28,83%  | 3       |
| 2   | Francesca Michielin & Fedez | Chiamami per nome           | 33,13%                        | 30,13%           | 28,26%                 | 30,49%  | 2       |
| 3   | Måneskin                    | Zitti e buoni               | 32,97%                        | 35,16%           | 53,53%                 | 40,68%  | 1       |

     1. miejsce
     2. miejsce
     3. miejsce

## Goście specjalni
Gośćmi specjalnymi 71. Festiwalu Piosenki Włoskiej w San Remo byli:
- piosenkarze/muzycy: Achille Lauro, Boss Doms, Alessandra Amoroso, Andrea Morricone, Banda musicale della Polizia di Stato, Banda musicale della Marina Militare, Bottari di Portico, Emma Marrone, Gigi D’Alessio, Enzo Dong, Enzo Avitabile, Mahmood, Fausto Leali, Diodato, Dardust, Francesco Gabbani, Gigliola Cinquetti, Il Volo, Ivan Granatino, Lele Blade, Max D’Ambra, Laura Pausini, Loredana Bertè, Marcella Bella, Negramaro, Michele Zarrillo, Paolo Vallesi, Riccardo Fogli, Samurai Jay, Stefano di Battista, Tecla Insolia, Olga Zakharova, Ornella Vanoni, Umberto Tozzi.
- aktorzy/komicy/reżyserzy/modele: Claudio Santamaria, Francesca Barra, Valeria Fabrizi, Antonella Ferrari, Matilde Gioli, Serena Rossi.
- inne osoby: Alberto Tomba, Alessia Bonari, Federica Pellegrini, Giacomo Castellana, Zlatan Ibrahimović, Monica Guerritore, Siniša Mihajlović, Donato Grande, Alex Schwazer, Cristiana Girelli, Urban Theory.

## Oglądalność
| Wydarzenie     | Czas rozpoczęcia (UTC+1) | Data    | Część pierwsza (21:00 – 0:00) | Część pierwsza (21:00 – 0:00) | Część druga (0:00 – 1:30) | Część druga (0:00 – 1:30) | Ogólna ilość widzów | Ogólna ilość widzów |
| Wydarzenie     | Czas rozpoczęcia (UTC+1) | Data    | Widzowie                      | Udział (%)                    | Widzowie                  | Udział (%)                | Widzowie            | Udział (%)          |
| -------------- | ------------------------ | ------- | ----------------------------- | ----------------------------- | ------------------------- | ------------------------- | ------------------- | ------------------- |
| Prima serata   | 21:00                    | 2 marca | 11,176,000                    | 46.35                         | 4,212,000                 | 47.77                     | 8,363,000           | 46.60               |
| Seconda serata | 21:00                    | 3 marca | 10,113,000                    | 41.21                         | 3,966,000                 | 45.70                     | 7,586,000           | 42.10               |
| Terza serata   | 21:00                    | 4 marca | 10,596,000                    | 42.40                         | 4,369,000                 | 50.56                     | 7,653,000           | 44.30               |
| Quarta serata  | 21:00                    | 5 marca | 11,115,000                    | 43.30                         | 4,980,000                 | 48.20                     | 8,014,000           | 44.70               |
| Quinta serata  | 21:00                    | 6 marca | 13,203,000                    | 49.90                         | 7,730,000                 | 62.50                     | 10,715,000          | 53.50               |

## Włochy w Konkursie Piosenki Eurowizji 2021
Konkurs Piosenki Eurowizji 2021 odbył się w Rotterdam Ahoy w Rotterdamie w Holandii w dniach 18, 20 maja oraz 22 maja 2021 roku. Zwycięzcy kategorii Campioni corocznie od 2015 otrzymują prawo do reprezentowania Włoch na Konkursie Piosenki Eurowizji. Zwycięzcy jednak nie są zobowiązani do udziału w konkursie. W przypadku, gdy zwycięzca zdecyduje się nie uczestniczyć w Konkursie Piosenki Eurowizji, Rai i organizatorzy Festiwalu Piosenki Włoskiej w San Remo zwykle zastrzegają sobie prawo do wybrania dla siebie włoskiego uczestnika. Reprezentantem kraju w 65. Konkursie Piosenki Eurowizji został zespół Måneskin.
Zgodnie z zasadami, wszystkie narody z wyjątkiem kraju gospodarza i krajów „Wielkiej Piątki” (Francja, Niemcy, Włochy, Hiszpania i Wielka Brytania) muszą brać udział w półfinale, i z niego zakwalifikować się do finału, lecz jako członek „Wielkiej Piątki” Włochy automatycznie zakwalifikowały się do rywalizacji w finale.
Włochy wystąpiły pod numerem startowym 24 w finale, za Holandią i przed Szwecją. Aby zachować zgodność z zasadami Europejskiej Unii Nadawców (EBU) regulującymi używanie wulgarnego języka, w tekście „Zitti e buoni” w wykonaniu Måneskin wprowadzono kilka zmian. Jednak, gdy zespół powtórzył piosenkę jako zwycięzca pod koniec konkursu, zaprezentował nieocenzurowaną wersję utworu.

### Głosowanie
Głosowanie podczas trzech pokazów obejmowało przyznanie przez każdy kraj dwóch zestawów punktów 1–8, 10 i 12: jeden od ich profesjonalnego jury, a drugi od głosowania telewidzów. Jury każdego kraju składało się z pięciu profesjonalistów z branży muzycznej, którzy są obywatelami kraju, który reprezentują, reprezentując zróżnicowanie w płci i wieku.

#### Punkty przyznane Włochom
| Punkty przyznane Włochom w finale                  | Punkty przyznane Włochom w finale | Punkty przyznane Włochom w finale                                                 | Punkty przyznane Włochom w finale                             | Punkty przyznane Włochom w finale                   |
| Telewidzowie                                       | Telewidzowie | Telewidzowie                                                                      | Telewidzowie                                                  | Telewidzowie                                        |
| 12 punktów                                         | 10 punktów | 8 punktów                                                                         | 7 punktów                                                     | 6 punktów                                           |
| -------------------------------------------------- | --- | --------------------------------------------------------------------------------- | ------------------------------------------------------------- | --------------------------------------------------- |
| - Bułgaria - Malta - San Marino - Serbia - Ukraina | - Albania - Azerbejdżan - Chorwacja - Cypr - Francja - Grecja - Litwa - Polska - Rosja - Rumunia - Słowenia - Hiszpania - Szwajcaria | - Austria - Belgia - Estonia - Finlandia - Gruzja - Macedonia Północna - Mołdawia | - Australia - Izrael - Łotwa - Niemcy - Norwegia - Portugalia | - Czechy - Irlandia                                 |
| 5 punktów                                          | 4 punkty | 3 punkty                                                                          | 2 punkty                                                      | 1 punkt                                             |
| - Dania - Islandia                                 | | - Szwecja - Wielka Brytania                                                       | - Holandia                                                    |                                                     |
| Jurorzy                                            | |                                                                                   |                                                               |                                                     |
| 12 punktów                                         | 10 punktów | 8 punktów                                                                         | 7 punktów                                                     | 6 punktów                                           |
| - Chorwacja - Gruzja - Słowenia - Ukraina          | - Bułgaria - Litwa - Macedonia Północna - Rosja - San Marino - Szwecja                                                               | - Cypr - Litwa - Serbia - Szwajcaria                                              | - Islandia                                                    | - Australia - Austria - Czechy - Finlandia - Niemcy |
| 5 punktów                                          | 4 punkty | 3 punkty                                                                          | 2 punkty                                                      | 1 punkt                                             |
| - Norwegia - Polska                                | - Albania - Grecja | - Estonia - Portugalia - Rumunia                                                  | - Belgia                                                      |                                                     |